# Cięgno

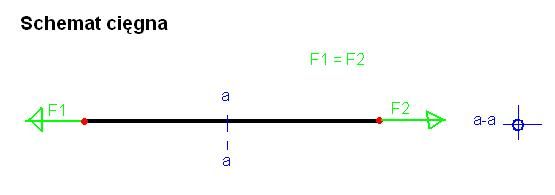
Schemat cięgna

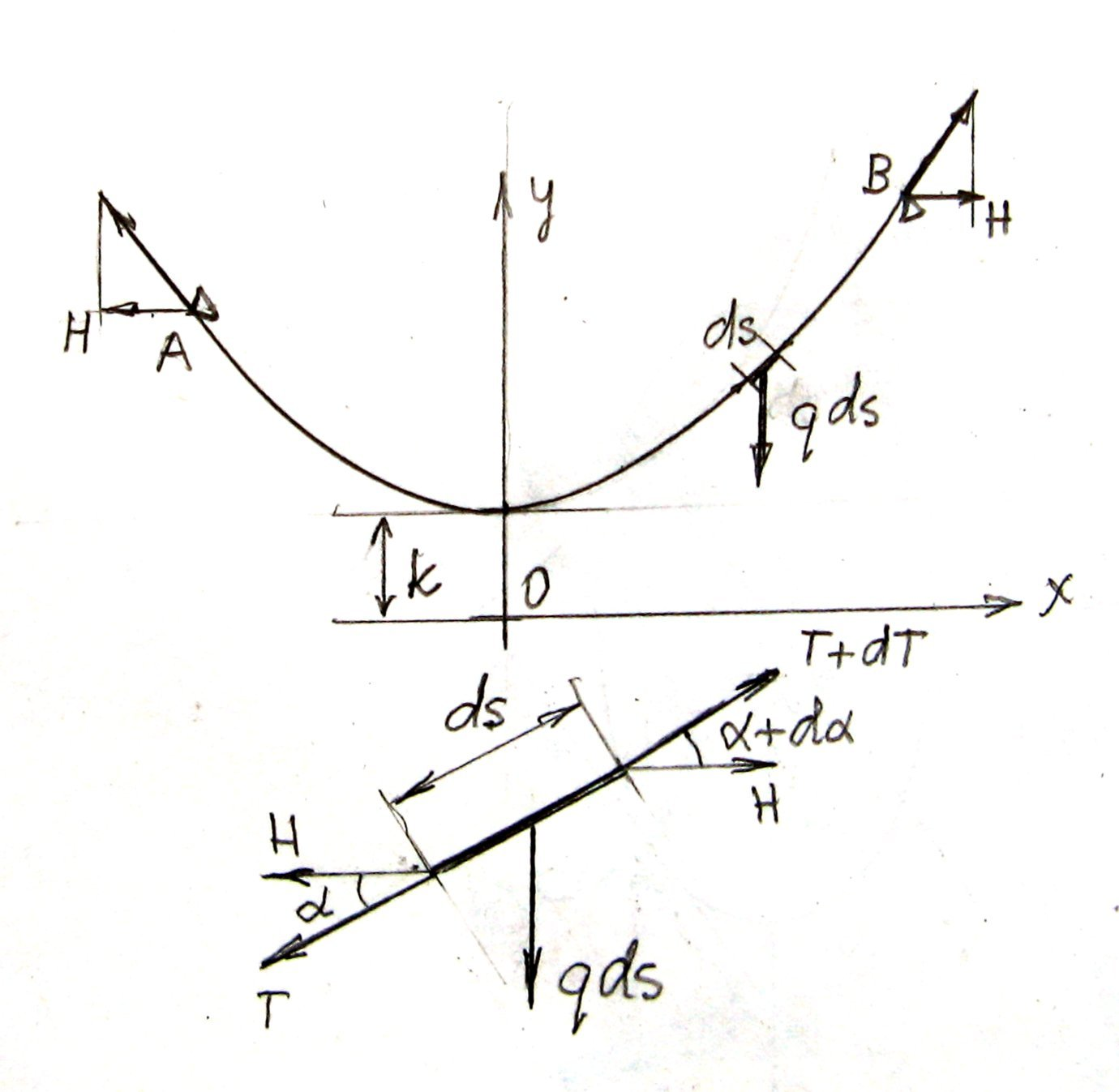
Siły działające na element cięgna

Cięgno – element pracujący na rozciąganie wzdłużne (zwykle wiotki, przenoszący tylko siły rozciągające).
Jako cięgna stosowane są liny, łańcuchy, pasy (na przykład w przekładni pasowej) i cienkie pręty.
Mogą one służyć także do sprężania konstrukcji. Cięgna sprężające mają postać drutów lub ich splotów (strun lub kabli).
Cięgno doskonale wiotkie umieszczone między dwiema podporami zwisa według krzywej o równaniu:
|  |  | {\displaystyle y=k\cosh {\frac {x}{k}}} |  | (1) |

w którym {\displaystyle k={\frac {H}{q}},} gdzie {\displaystyle H} jest składową poziomą naciągu cięgna, a {\displaystyle q} jego jednostkowym ciężarem własnym.